# 四特酒
四特酒，是江西樟树市出产的一种兼香型白酒，又可进一步细分为特香型。

## 沿革
樟树市当地酿酒历史悠久，但所有酒坊均用传统小曲酿造工艺的“四特土烧”之法酿酒。清朝光绪年间成立的“娄源隆”酒坊业主娄德清改进工艺，其产品脱颖而出，为防假冒，于酒坛上贴四个特字，四特品牌由此而始。1952年当局赎买娄源隆，于其基础上成立国营酒厂。1959年，周恩来在庐山会议期间品尝四特酒后，赞叹其“清香醇纯，回味无穷”。1972年11月12日，邓小平参观清江县盐矿时，之后在清江樟树吃午饭，期间喝了四特酒，并称这酒很对他胃口。饭后他交伙食费和粮票（至今仍被矿办保留），并在陈祉川陪同下参观了四特酒厂。
现有品牌包括星级系列、东方韵系列、四特印象等。。2005年，成立“江西四特酒有限责任公司”，7月9日正式揭牌。